# Megistostigma peltatum
Megistostigma peltatum är en törelväxtart som först beskrevs av Johannes Jacobus Smith, och fick sitt nu gällande namn av Léon Camille Marius Croizat. Megistostigma peltatum ingår i släktet Megistostigma och familjen törelväxter. Inga underarter finns listade i Catalogue of Life.